# Liste der reichsten Belgier
Die reichsten Belgier nach folgender Liste (Stand 2022):
| Nummer | Name                         | Nettovermögen | Herkunft des Vermögens           |
| ------ | ---------------------------- | ------------- | -------------------------------- |
| 1      | Eric Wittouck                | 10,8 Mrd. EUR | Weight Watchers                  |
| 2      | Alexandre Van Damm           | 10,5 Mrd. EUR | AB-InBev                         |
| 3      | Familie Werner de Spoelberch | 6,8 Mrd. EUR  | AB-InBev                         |
| 4      | Familie Gérald Frère         | 3,5 Mrd. EUR  |                                  |
| 5      | Ségolène Frère-Gallienne     | 3,5 Mrd. EUR  |                                  |
| 6      | Familie de Mévius            | 3,4 Mrd. EUR  | AB-InBev, Verlinvest             |
| 7      | Familie Roussis – Van Gorp   | 3,2 Mrd. EUR  | Ravago                           |
| 8      | Familie Janssen              | 3,1 Mrd. EUR  | UCB, Solvay                      |
| 9      | Familien Boone und Stevens   | 3,1 Mrd. EUR  | Lotus Bakeries                   |
| 10     | Familie Boël                 | 3,0 Mrd. EUR  |                                  |
| 11     | Familie Lhoist-Berghmans     | 2,9 Mrd. EUR  | Lhoist-Gruppe                    |
| 12     | Fernand und Karine Huts      | 2,8 Mrd. EUR  | Katoen Natie                     |
| 13     | Familie De Nul               | 2,7 Mrd. EUR  | Jan de Nul Group                 |
| 14     | Familie Emsens               | 2,6 Mrd. EUR  | Etex Group, SCR-Sibelco, Aliaxis |
| 15     | Familie Van Rompuy           | 2,5 Mrd. EUR  | Argenta (Bank)                   |
| 16     | Familie Colruyt              | 2,5 Mrd. EUR  | Colruyt Group                    |
| 17     | Familie Roland D’Ieteren     | 2,3 Mrd. EUR  | D’Ieteren                        |
| 18     | Ackermans & van Haaren       | 1,9 Mrd. EUR  | Ackermans & van Haaren           |
| 19     | Familie Van Geet             | 1,8 Mrd. EUR  | VGP Group                        |
| 20     | Familie Périer-D’Ieteren     | 1,8 Mrd. EUR  | D’Ieteren                        |